# 隐遁暗沙
隐遁暗沙，位于南海华阳礁东南方，属暗沙。但从1862年与1867年调查至今并未证实其存在位置。

## 历史与名称来源
- 英国东印度公司的苏格兰籍船长、英国皇家学会会员霍尔斯伯格（James Horsburgh）的《印度指南》（全称“东印度，中国，澳大利亚，好望角及巴西航行与中间港口指南”）于1836年出版，书中记述：

|  | 隐遁暗沙（Stags Shoal）北端位于北纬8°24’，东经112°57’。1802年9月7日，横帆双桅船安汶号（Amboina）船长特林德（Trinder）发现了它，因为礁石外观像雄鹿的角（英文：stag），所以他命名为“鹿角暗沙”。在暗沙的北端¼英里范围内，使用80寻测深索达不到海底。这片暗沙从SE延伸向SSW，外观呈三角形，礁石露出水面，到处有礁缘浪花带，之间的水域明显很浅，从桅顶无法看到南端。 |

- 1935年中国的公布名称为斯塔格司滩。

- 1947年和1983年中国的公布名称为隐遁暗沙。有外文图书称其为Stag Shoal[3]。

## 地理坐标
北纬8度27分，东经112度57分海域内